# Los Hoyos, Sonora
Los Hoyos är en ort i Mexiko.   Den ligger i kommunen Cumpas och delstaten Sonora, i den nordvästra delen av landet, 1 600 km nordväst om huvudstaden Mexico City. Los Hoyos ligger 809 meter över havet och antalet invånare är 1 080.
Terrängen runt Los Hoyos är varierad. Los Hoyos ligger nere i en dal som går i nord-sydlig riktning. Runt Los Hoyos är det mycket glesbefolkat, med 2 invånare per kvadratkilometer. Närmaste större samhälle är Cumpas, 14,3 km söder om Los Hoyos. Omgivningarna runt Los Hoyos är i huvudsak ett öppet busklandskap.